# ولید دحروج
ولید دحروج (عربی: وليد دحروج؛ زادهٔ ۱۹۶۵) بازیکن فوتبال اهل لبنان بود.
وی همچنین در تیم ملی فوتبال لبنان بازی کرده‌است.